# Elaeocarpus heptadactyloides
Elaeocarpus heptadactyloides är en tvåhjärtbladig växtart som beskrevs av Weibel. Elaeocarpus heptadactyloides ingår i släktet Elaeocarpus och familjen Elaeocarpaceae. Inga underarter finns listade i Catalogue of Life.